# Medovdolac
Medovdolac – wieś w Chorwacji, w żupanii splicko-dalmatyńskiej, w gminie Lovreć. W 2011 roku liczyła 163 mieszkańców.